# نوآوری باز
نوآوری باز (به انگلیسی: Open innovation)اصطلاحی است که توسط هنری چسبرو دانشیار و مدیر گروه مرکز نوآوری باز در مدرسه مالی Haas در دانشگاه کالیفرنیا در کتابی به همین نام ظهور یافت، اگرچه ایده و بحث درباره پیامدهای آن به سال های دورتر یعنی دهه ۱۹۶۰ باز می‌گشت. 
کتاب نوآوری باز در سال ۱۳۹۰ توسط «سید کامران باقری» و «مرضیه شاوردی» به فارسی ترجمه و توسط موسسه انتشارات رسا منتشر شده است.